# Dyskografia The Birthday Party
To jest pełna dyskografia zespołu  The Birthday Party, istniejącego od roku 1980 do 1984, a wywodzącego swoje korzenie z Australii. W dyskografii uwzględniono także płyty wydane pod szyldem The Boys Next Door zespołu będącego protoplastą dla The Birthday Party. Pod obiema nazwami wydano łącznie 4 płyty studyjne, 2 koncertowe, 5 kompilacji oraz 12 singli.

## Albumy studyjne
| Rok  | Tytuł                                                                  | Szczegóły                                                                                                |
| ---- | ---------------------------------------------------------------------- | --- |
| 1979 | Door, Door - Wydawnictwo: Mushroom - Wydany: 1979                      | Wydana przez zespół The Boys Next Door                                                                   |
| 1980 | The Birthday Party - Wydawnictwo: Missing Link/4AD - Wydany: 1980/1982 | Wydana przez zespół The Boys Next Door Po dwóch latach wznowiona jako płyta autorstwa The Birthday Party |
| 1981 | Prayers on Fire - Wydawnictwo: 4AD - Wydany: kwiecień 1981             | Wydana przez zespół The Birthday Party                                                                   |
| 1982 | Junkyard - Wydawnictwo: 4AD - Wydany: czerwiec 1982                    | |

## Albumy koncertowe
| Rok  | Szczegóły                                                    |
| ---- | ------------------------------------------------------------ |
| 1985 | It’s Still Living - Wydawnictwo: Missing Link - Wydany: 1985 |
| 1999 | Live 1981–82 - Wydawnictwo: 4AD - Wydany: 1999               |

## Kompilacje
| Rok  | Szczegóły                                                                                       |
| ---- | ----------------------------------------------------------------------------------------------- |
| 1985 | Best and Rarest - Wydawnictwo: Missing Link - Wydany: 1985                                      |
| 1988 | Hee Haw - Wydawnictwo: Mute Records - Wydany: 1988 - Nagrany: 1978                              |
| 2001 | The John Peel Sessions - Wydawnictwo: Universal Music Group - Wydany: 2001 - Nagrany: 1980–1982 |

## Minialbumy
| Rok       | Tytuł | Szczegóły |
| --------- | --- | --- |
| 1979i1980 | Hee Haw - 1979: - Wydawnictwo: Missing Link - Wydany: 1 marca 1979 - 1980 (reedycja): - Wydawnictwo: 4AD - Wydany: 1980 | - 1979: Wydany przez zespół The Boys Next Door - 1980 (reedycja): Wydany jako płyta grupy The Birthday Party |
| 1982      | Drunk on the Pope’s Blood - Wydawnictwo: 4AD - Wydany: 1979                                                             | wraz z Lydią Lunch                                                                                           |
| 1983      | The Bad Seed - Wydawnictwo: 4AD - Wydany: luty 1983                                                                     | |
| 1983      | Mutiny! - Wydawnictwo: Mute - Wydany: listopad 1983                                                                     | |
| 1987      | The Peel Sessions - Wydawnictwo: Strange Fruit - Wydany: 1987 - Nagrany: 21 kwietnia 1981                               | |
| 1988      | The Peel Sessions II - Wydawnictwo: Strange Fruit - Wydany: 1988 - Nagrany: 2 grudnia 1981                              | |

## Single
| Rok  | Tytuł                                                                                     | Album              | Uwagi                                              |
| ---- | ----------------------------------------------------------------------------------------- | ------------------ | -------------------------------------------------- |
| 1978 | "These Boots Are Made for Walking/Boy Hero" - Wydawnictwo: Suicide - Wydany: 1 marca 1978 | -                  | Ten i dalsze single jako zespół The Boys Next Door |
| 1979 | "Shivers/Dive Position" - Wydawnictwo: Mushroom - Wydany: 1979                            | Door, Door         |                                                    |
| 1980 | "The Friend Catcher" - Wydawnictwo: 4AD - Wydany: 11 października 1980                    | The Birthday Party |                                                    |
| 1980 | "Mr Clarinet" - Wydawnictwo: Missing Link/4AD - Wydany: lipiec 1980                       | The Birthday Party | Ten i dalsze single jako zespół The Birthday Party |
| 1981 | "Nick the Stripper" - Wydawnictwo: Mushroom - Wydany: czerwiec 1981                       | Prayers on Fire    |                                                    |
| 1981 | "Release the Bats" - Wydawnictwo: 4AD - Wydany: 31 lipca 1981                             | Junkyard           |                                                    |

## Koncerty na wideo i DVD
- Pleasure Heads Must Burn